# Patrick Pearse
Pour les articles homonymes, voir Pearse.
 (juin 2017).
Si vous disposez d'ouvrages ou d'articles de référence ou si vous connaissez des sites web de qualité traitant du thème abordé ici, merci de compléter l'article en donnant les références utiles à sa vérifiabilité et en les liant à la section « Notes et références ».
Patrick Henry Pearse (aussi connu sous le nom de Pádraig ou Pádraic Pearse ; en irlandais : Pádraig Anraí Mac Piarais), né le 10 novembre 1879 à Dublin et mort le 3 mai 1916 à la prison de Kilmainham, dans la même ville, est un enseignant, avocat, poète, écrivain, nationaliste, activiste politique républicain et révolutionnaire irlandais qui a été l'un des leaders de la Révolution de Pâques de 1916. À la suite de son exécution et de celle de quinze autres patriotes, Pearse a été considéré par beaucoup comme l'incarnation de la rébellion irlandaise, dont il a été un des principaux responsables.

## Origine et début en politique
James Pearse, son père, originaire de Birmingham, maçon et sculpteur, créa une entreprise florissante de maçonnerie dans les années 1850, ce qui permit aux Pearse une vie confortable. Pearse grandit entouré de livres. Sa mère, Margaret Pearse, était de Dublin et la famille de son père, du comté de Meath, parlait couramment le gaélique irlandais. Sa famille instilla en lui un amour précoce pour la langue irlandaise. 
En 1896, à 16 ans, il rejoint la Ligue gaélique. Il séjourne souvent dans le petit village gaélophone de Ros Muc pour mieux apprendre la langue. En 1903, à 23 ans, il devient rédacteur en chef de L'Épée de lumière. L'un des premiers héros de Pearse fut Cúchulainn, le guerrier mythologique, tandis que vers 30 ans, il commença à éprouver un vif intérêt pour les dirigeants des mouvements républicains passés, comme Wolfe Tone, Robert Emmet, Parnell, tous protestants : ce sont de tels hommes qui inspirèrent le catholique Pearse lors de la rébellion de 1916. En 1900, il obtint un baccalauréat en langues modernes et la même année, il était également inscrit comme avocat.

## L'école de St Enda's
Nationaliste instruit par l'Irish Christian Brothers, comme son frère Willie, Pearse pense que la langue est intrinsèquement liée à l'identité d'une nation. Le système éducatif irlandais formait la jeunesse de l'Irlande à être de bons anglais et d'obéissants irlandais, il lui fallait une alternative. Sauver la langue irlandaise de l'extinction devint une mission de la plus haute importance. La clé pour y parvenir, serait de créer un système d'éducation attrayant. Pour montrer le chemin, il créa en 1908 l'école bilingue de St Enda, à Ranelagh, dans la banlieue de Dublin. Deux ans plus tard l'école déménage à Rathfarnham, Dublin ; elle abrite aujourd'hui le Musée Patrick Pearse. Toutefois, cette magnifique maison du XVIIIe siècle entourée d'un parc et des terres boisées, lui causa des difficultés financières. Pour cette raison, il entreprit, en février 1914, un voyage aux États-Unis pour y collecter des fonds.  

## Les Volunteers et le Home Rule
En avril 1912, John Redmond du Parti parlementaire irlandais engagea le gouvernement du Royaume-Uni à mettre en œuvre le Home Rule. Pearse accueillit favorablement ce projet. Lors d'une conférence à Dublin, en mars 1912, il déclara en irlandais, qu'il pensait que « cela pouvait être acquis si nous avons assez de courage », mais il mit en garde : « les Anglais doivent comprendre que si nous sommes encore trahis, il y aura la guerre dans toute l'Irlande ». En novembre 1913, Pearse fut invité à la réunion inaugurale de l'Irish Volunteers, créé en réponse aux Ulster Volunteers, et qui devait « assurer et maintenir les droits et libertés communes à tout le peuple d'Irlande ».
Le Home Rule ne fut pas adopté à la Chambre des Lords, mais son affaiblissement depuis la loi de 1911, signifiait néanmoins que le projet de Home Rule serait retardé, mais pas arrêté, malgré leur veto. En fait, l'application du Home Rule fut suspendu pour la durée de la première guerre mondiale.
Les Volunteers se divisèrent sur la question du soutien à l'effort de guerre des Britanniques et des Alliés. Une majorité suivit Redmond, croyant que cela assurerait l'application du Home Rule en retour. En décembre 1913, Pearse adhère à l'Irish Republican Brotherhood, une organisation secrète qui veut renverser la domination britannique en Irlande et la remplacer par la république d'Irlande. Pearse était à la fois membre de l'IRB et des Volunteers. Il devint directeur de l'Organisation militaire des Volunteers en 1914. En 1915, il intègre le Conseil suprême et le Conseil militaire qui commence à planifier un soulèvement, tandis que la guerre fait rage.

## Le soulèvement de Pâques

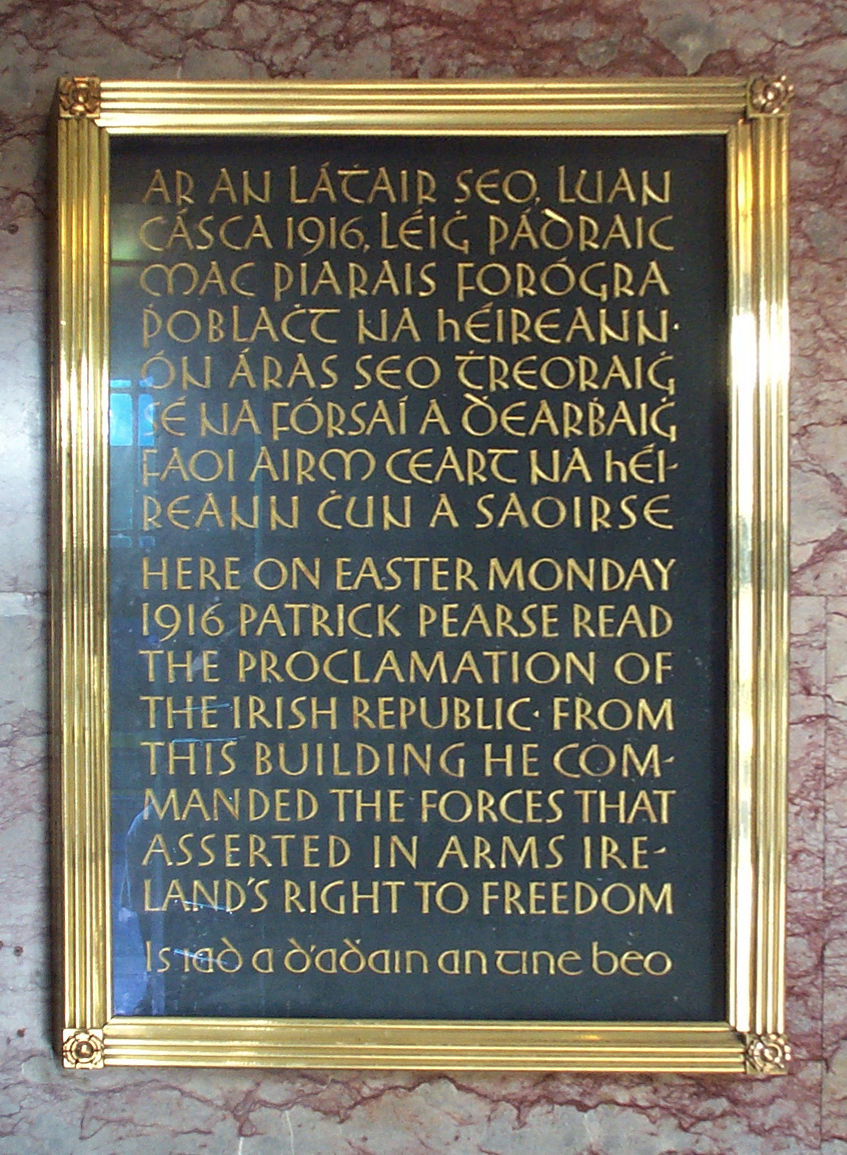
Plaque dans la poste centrale de Dublin commémorant l'insurrection de Pâques.

Pearse fut choisi par l'IRB comme porte-parole du soulèvement. Peu avant Pâques 1916, il donna l'ordre à toutes les unités de Volunteers du pays d'effectuer trois jours de manœuvres : c'était le signal d'un soulèvement général. Quand Eoin MacNeill, chef d'état-major des Volunteers, apprit cela, alors même que les armes promises par l'Allemagne faisaient défaut, il contremanda ces ordres, ce qui limita considérablement le nombre des recrues lors du soulèvement.
L'insurrection débuta le jour de Pâques 1916. Le 24 avril, 200 membres de l'Irish Citizen Army et 550 Volunteers occupèrent 16 points stratégiques de Dublin. Patrick Pearse proclama la république d'Irlande devant la poste centrale de Dublin, mais contrairement aux attentes des insurgés, le peuple de l'Irlande ne se souleva pas. Après six jours de combats, de lourdes pertes civiles et d'importantes destructions de biens, Pearse donna l'ordre de cesser le feu sans conditions. Pearse, 36 ans, James Connoly, l'autre grand leader du soulèvement, et quatorze autres dirigeants, dont son frère Willie, furent exécutés dans la matinée du 3 mai 1916.
Sir John Maxwell, commandant des forces britanniques, envoya un télégramme à Herbert Henry Asquith, le premier ministre, demandant que les corps des frères Pearse ne soient pas rendus à leur famille, car « la sentimentalité irlandaise pouvait transformer leurs tombes en sanctuaires, avec des processions annuelles, ce qui provoquerait une irritation constante dans ce pays ». Maxwell supprima également une lettre de Pearse à sa mère, et deux poèmes en date du 1er mai 1916. Il en présenta des copies au premier ministre Asquith, disant que leur contenu était « inacceptable ».
Militairement, le soulèvement est un échec, la presse dans son ensemble, y compris bretonne, condamna sévèrement les « traîtres » et « collabos » ; ignorant des siècles d'oppressions. Le poète Yeats, membre de l'Irish Republican Brotherhood, dira : « une terrible beauté est née » de Pâques 1916. Peu d'années après la guerre d'indépendance débute.

## Écrits
Pearse a écrit des nouvelles et des poèmes en irlandais et en anglais, plusieurs pièces de théâtre allégoriques en langue irlandaise, des articles sur la politique et la langue. La plupart de ses idées sur l'éducation figurent dans son célèbre essai La Machine du meurtre. 

### Œuvres traduites en français
- Le Chanteur (trad. Jean-Pierre Le Mat), Coop Breizh, 2000.
- Patrick Pearse et l'insurrection irlandaise de Pâques 1916 : textes politiques et littéraires inédits (trad. Jean-Pierre Le Mat), Coop Breizh, 2000, 192 p.  (ISBN 978-2-84346-096-8).
- Gens du Connemara (trad. Frédéric Collemare, préf. Pierre Joannon), Terre de Brume, 2016, 144 p.  (ISBN 978-2-84362-582-4).
- L'Enfant Jésus, Iosagan et autres contes irlandais (trad. Grégoire Poulle, ill. Marc Mosnier), Versailles, Via Romana, 2023  (ISBN 978-2-37271-248-4).

## Héritage
Par ses pamphlets politiques, Pearse fut la principale voix de l'insurrection. Au cours du XXe siècle, il fut idolâtré par les nationalistes irlandais. Avec le conflit en Irlande du Nord, sa mémoire fut exploitée par l'IRA provisoire. Certains historiens[Lesquels ?] l'ont décrit comme un fanatique. Conor Cruise O'Brien, homme politique et ancien syndicaliste, a dit : « Pearse a vu l'insurrection comme un jeu de la Passion avec du vrai sang ». D'autres[Lesquels ?] l'ont défendu, suggérant que le blâmer pour les violences d'Irlande du Nord, ce n'était pas faire de l'histoire et éloignait de l'esprit réel de ses écrits. 
L'ancien premier ministre irlandais Bertie Ahern considère Pearse comme l'un de ses héros et affiche une photo de Pearse sur son bureau[réf. nécessaire].